# Mesoplodon traversii
Mesoplodon traversii (Ременезуб лопатозубий) — вид ссавців з родини Дзьоборилові (Ziphiidae) ряду китоподібні. 

## Опис
На основі виміру розміру черепа, оцінка довжини M. traversii приблизно становить 5,5 метрів. У грудні 2010 року дві особини були викинуті на берег на півночі Північного острова Нової Зеландії, і померли через якийсь час — це були 5,30 метра завдовжки самиця і її 3,50-метрове дитинча чоловічої статі. Спина, ласти і дзьоб темні, живіт білого кольору. Відмінними ознаками є темна область навколо очей, білий живіт і темні плавники. 

## Поширення
Три особини до сих пір досліджені з Нової Зеландії (острів Уайт і острови Чатем) і Чилі (Острів Робінзона Крузо в Архіпелаг Хуана Фернандеса). Таким чином, це, можливо навколоантарктичний вид. Тим не менш, він може бути значно поширенішим і точне поширення залишається невідомим. Нічого не відомо про середовище проживання цього виду.

## Поведінка
Цей вид ніколи не спостерігався живим, так що нічого не відомо про його поведінку. Він, імовірно, не відрізняються від інших ремнезубів середнього розміру, які є глибоководними, живуть поодинці або в невеликих групах і харчуються кальмарами, дрібною рибою і головоногими.

## Загрози та охорона
Пряме полювання ніколи не була пов'язана з цим видом. Заплутаність в риболовецьких снастях, особливо зябрових, імовірно, є найбільш серйозною загрозою. Цей вид, як інші ремнезуби, швидше за все, уразливий до гучних антропогенних звуків, які генеруються військово-морськими гідролокаторами і сейсмічною розвідкою.